# First Win (MRAP)
First Win — это тайский бронеавтомобиль типа MRAP, имеющий цельносварной стальной монококовый V-образный корпус, производимый тайским оборонным подрядчиком Chaiseri. First Win разработан для обеспечения высокого уровня защиты от различных угроз на поле боя, включая мины и самодельные взрывные устройства. Полная масса машины может составлять до 13 тонн (в зависимости от модификации) и может перевозить до 10 солдат, включая водителя.
Chaiseri надеется экспортировать First Win зарубежным клиентам.

## История
Королевская армия Таиланда объявила о первом заказе партии из 21 бронеавтомобиля First Win в 2014 году Ведутся переговоры о приобретении еще пяти машин. Министерство юстиции Таиланда закупило 18 машин для Департамента специальных расследований. В 2016 году Королевская полиция Таиланда объявила, что требование о приобретении дизельных двигателей Cummins мощностью 250 л.с. для бронемашин First Win вместо 300-сильного двигателя.
В 2017 году Chaiseri показала вариант First Win 2 на выставке Defense and Security 2017.
В 2021 году Chaiseri продала бронемашины First Win Бутану для использования в миротворческих операциях.
19 мая 2022 года Chaiseri предлагает First Win для выполнения требований Филиппин к транспортным средствам типа MRAP.

## Конструкция
На крыше можно установить пулемёт калибра 7,62 мм или 12,7 мм, а бойницы позволяют вести огонь изнутри машины. При необходимости можно установить дистанционно управляемый боевой модуль.
First Win оснащён дизельным двигателем Cummins (300 л.с. в оригинальной конфигурации, 250 л.с. в версии E) в сочетании с автоматической коробкой передач Allison 3000 SP (Allison 2500 SP в версии E), обеспечивая максимальную скорость движения по дороге до 100 км/ч. В стандартную комплектацию автомобиля входят усилитель рулевого управления, независимые подвески и шины типа Run-Flat. Баллистическая защита соответствует 2 уровню по стандарту STANAG 4569, а противоминная защита — уровню 3B под центральной частью корпуса и уровню 4A под любой станцией.

### Варианты
Компания Chaiseri производит следующие варианты бронеавтомобиля:
- First Win
- First Win II
- First Win AAV (Armored Ambulance Vehicle) - санитарная машина
- First Win ACV (Armored Command Vehicle) - командно-штабная машина
- First Win AFV (Armored Fighting Vehicle)
- First Win AIFV (Armored Infantry Fighting Vehicle)
- First Win ALV (Armored Light Vehicle)
- First Win Anti-Riot - вариант для Королевской полиции Таиланда
- First Win APCV (Armored Personnel Carrier Vehicle) - бронетранспортёр
- First Win ATV (Armored Tactical Vehicle)
- First Win AWAV (Armored Wheel Amphibious Vehicle)
- First Win-E
- First Win IFV (Infantry Fighting Vehicle) - боевая машина пехоты
- First Win RV (Reconnaissance Vehicle) - боевая разведывательная машина
- First Win MPV (Multipurpose Vehicle)
- AV4 Lipanbara - вариант производства малазийской компании DefTech[13]
- Hanuman - вариант индонезийского производства[9].

## На вооружении
- Таиланд:
  - Королевская армия Таиланда - 21 бронемашина First Win были заказаны в марте 2012 года.[14] Примерно 50 машин были заказаны в 2013 году. Всего планируется закупка около 200 машин, по 18 за год.
  - Королевский флот Таиланда - 6 бронемашин First Win II, первые 2 были заказаны в 2020 году, а другие 4 в 2021, используются Тайским корпусом морской пехоты.
  - Королевские военно-воздушные силы Таиланда - 2 бронемашины First Win AIFV
  - Департамент специальных расследований - 18 бронемашин First Win были заказаны в октябре 2015 года[4][5].
  - Департамент исправительных учреждений - 3 бронемашины First Win для перевозки заключённых.
  - Департамент по контролю над наркотиками - 3 бронемашины First Win.
  - Оперативное управление внутренней безопасности - закуплено 10 машин.[15]
- Малайзия:
  - Малазийская армия - 20 бронемашин из 200 запланированных.[13][16][17]
- Индонезия:
  - Сухопутные войска Индонезии - Неизвестное количество стоят на вооружении.[18]
- Бутан:
  - 15 бронемашин First Win Command, First Win II, First Win ATV и First Win Ambulance, используются миротворческими силами под командованием ООН (MINUSCA) в ЦАР.[19]
  - 10 бронемашин First Win ATV доставлены Королевской полиции Бутаны 27 мая 2024 года.[20]